# Łukwycia
Łukwycia (ukr. Луквиця; do 7 czerwca 1946 Przysłup) – wieś na Ukrainie, w  obwodzie iwanofrankiwskim, w rejonie bohorodczańskim.